# B&H Airlines
B&H Airlines, dal 1994 al 2005 conosciuta come Air Bosna, era la compagnia aerea di bandiera della Bosnia ed Erzegovina. L'hub principale era l'Aeroporto Internazionale di Sarajevo. L'11 giugno 2015 la compagnia ha sospeso tutte le operazioni di volo.

## Storia
La compagnia fu fondata nel 1994 e portava il nome di Air Bosna. Nell'autunno del 2003 la compagnia cessò l'attività a causa del forte indebitamento. Nel 2005 il governo bosniaco annunciò la nascita della nuova compagnia di bandiera sotto il nome di BH Airlines che iniziò ad operare con due ATR 72.
Nel 2008 il 49% della compagnia è stato acquistato dalla compagnia turca Turkish Airlines mentre il resto è così suddiviso: 50.93% di proprietà del governo della Bosnia e Erzegovina e un 0.07% di proprietà di Energoinvest.
Nel 2013 Turkish Airlines rivendette tutte le sue quote della compagnia al governo bosniaco. A causa di problemi finanziari, la compagnia è stata costretta a interrompere tutte le operazioni di volo l'11 giugno 2015 e, poco meno di un mese dopo, il 2 luglio, le è stato revocato il COA.

## Flotta
La flotta della compagnia, al momento della chiusura, era composta da:
- 1 ATR 72-200

## Passeggeri e fatturato
- Passeggeri

| 2005   | 2006   | 2007   | 2008    | 2009    |
| ------ | ------ | ------ | ------- | ------- |
| 24.906 | 59.792 | 68.222 | 61.9041 | 65.5172 |

- Fatturato

| 2005          | 2006          | 2007          | 2008          |
| ------------- | ------------- | ------------- | ------------- |
| 11,743,457 KM | 19,623,342 KM | 24,183,951 KM | 38,987,126 KM |

1Sono considerati solo i passeggeri in partenza dall'aeroporto di Sarajevo (i passeggeri in partenza dagli aeroporti di Banja Luka e Tuzla non sono inclusi)
2Sono considerati solo i passeggeri in partenza dall'aeroporto di Sarajevo e di Tuzla (i passeggeri in partenza dall'aeropoprto di Banja Luka non sono inclusi)